# Statler Brothers

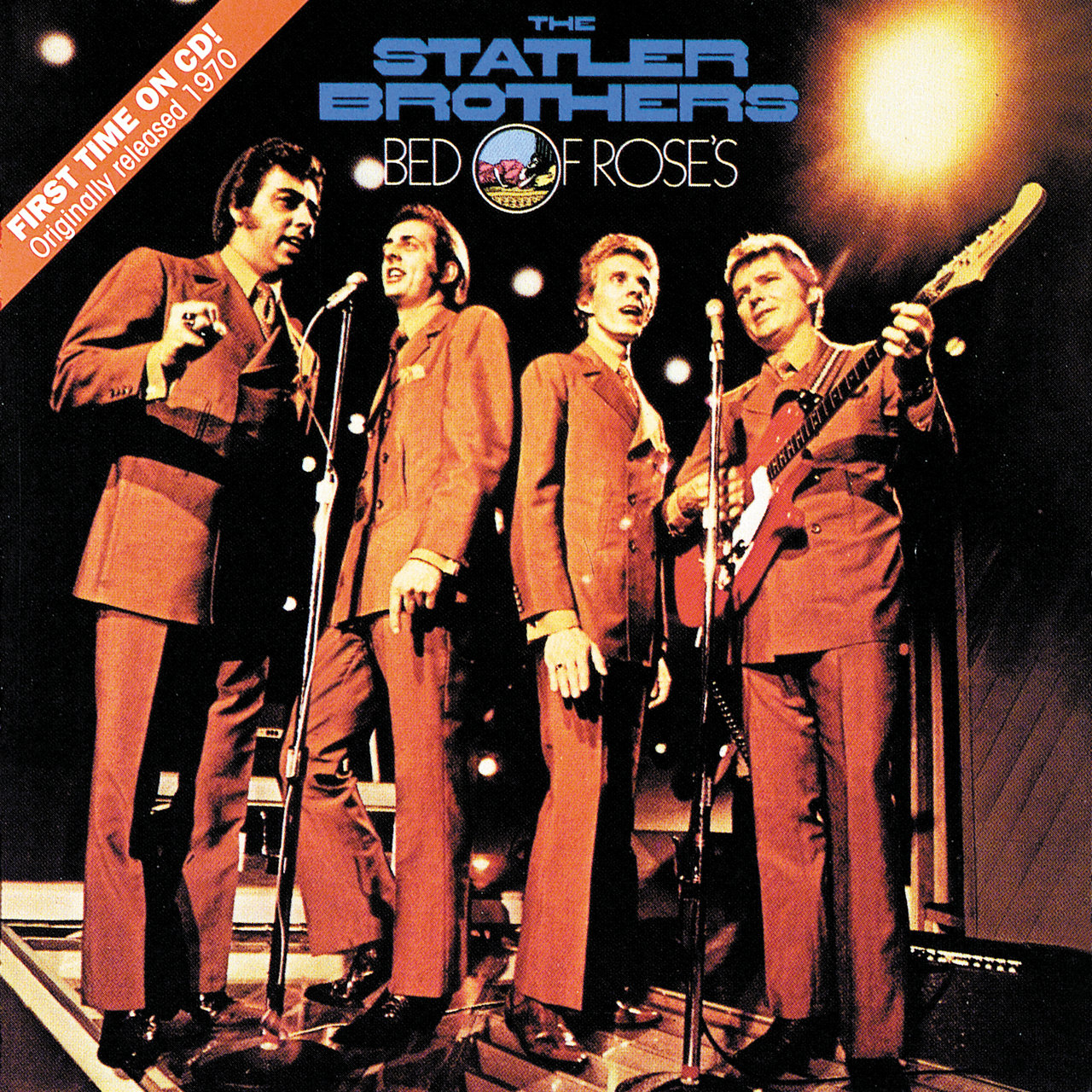
Le groupe sur la pochette de l'album Bed of Rose's (1970).

Les Statler Brothers sont un groupe de musique country américain qui s'est formé en 1955 dans la ville de Staunton en Virginie.

## Histoire
Originellement chanteurs de gospel dans les églises de leur état, les membres du groupe se sont ensuite attribué le surnom de « Four Stars » (Quatre étoiles) puis de Kingsmen.
Mais étant donné que le groupe The Kingsmen portait déjà ce nom, le groupe prit finalement le nom de Statler Brothers. Le groupe avoua par la suite avoir pris ce nom en référence à une marque de mouchoirs. En plaisantant, ils expliquèrent même qu'ils auraient tout aussi bien pu s'appeler les Kleenex Brothers. Le groupe se compose bel et bien de deux frères, Don Reid (soliste) et Harold Reid (basse). Les deux autres membres sont le baryton Phil Balsley et le tenor Jimmy Fortune, qui a remplacé Lew DeWitt, l'un des fondateurs du groupe, lorsqu'il prit sa retraite, en 1982, afin de soigner la Maladie de Crohn, dont il souffrait depuis son adolescence, et dont les complications provoquèrent son décès en 1990.
Le style musical du groupe est resté tout au long de sa carrière très proche de ses racines de gospel. Ainsi, Harold Reid expliqua que le groupe utilisa « les mélodies du gospel pour les transposer dans la musique country ». Ainsi, la plupart des albums proposent des titres issus du gospel. Certains albums reposaient même intégralement sur du gospel.
Les chansons des Statler Brothers sont apparues dans de nombreuses bandes originales de films ou de jeux vidéo. Ainsi, la chanson Flowers on the wall apparaît dans Pulp Fiction de Quentin Tarantino, et les chansons Bed of Rose's (en) et New York City apparaissent dans le jeu vidéo Grand Theft Auto: San Andreas, sur la station K-Rose.
La carrière du groupe a duré 47 ans, depuis 1955 jusqu'en 2002, où  Don Reid, Harold Reid et Phil Balsley ont annoncé leur retraite au cours d'une tournée d'adieu. Jimmy Fortune (en) continue depuis sa carrière en solo.

## Carrière
La carrière du groupe a débuté dans la Lynhurst Methodist Church située dans leur ville d'origine, Staunton. En 1963 débuta une série de huit années de premières parties dans les concerts de Johnny Cash. Cette première partie de carrière fut immortalisée dans leur chanson We were paid by cash (littéralement Nous étions payés cash).
Deux de leurs chansons les plus célèbres sont Flowers on the Wall, leur premier gros titre, et Bed of Rose's (en) qui firent tous deux l'objet d'un album portant le même nom. Dans les années 1980, les Statlers comptèrent parmi les groupes les plus importants de la chaîne câblée The Nashville Network où leurs vidéos étaient régulièrement diffusées. Entre 1991 et 1998, ils animèrent même leur propre émission, le The Statler Brothers Show, diffusé quotidiennement sur le TTN. Le programme devint dès lors l'émission la plus regardée de l'émission durant toute la durée de sa diffusion.
Tout au long de leur carrière, leur succès reposa tant sur leurs talents musicaux que sur leur talent pour la comédie et la parodie qu'ils mettaient en œuvres lorsqu'ils chantaient. Ils étaient ainsi souvent nommés pour des récompenses de comédiens, autant que de chanteurs. Deux de leurs albums, Lester Moran et Cadillac Cowboys se voulaient fondamentalement comiques, et la moitié de l'album Country Music Then and Now était consacré à une satire des émissions dominicales sur les petites radios locales.
Le groupe a atteint à quatre reprises la tête du Classement du Billboard avec leurs chansons Do You Know You Are My Sunshine? en 1978, Elizabeth en 1982, My Only Love en 1984, et Too Much on My Heart en 1985. Au cours de leur carrière, les Statler Brothers ont sorti plus de 40 albums.

## Distinctions
La carrière des Statler Brothers a été auréolée de trois Grammy Award : ceux de Best New Country and Western Artist, de Best New Country Music Artist et de Best Contemporary (R&R) Performance  en 1965.
Le 29 octobre 2007, cinq années après sa dernière tournée, le groupe a été officiellement intronisé au Gospel Music Hall of Fame de Nashville dans le Tennessee. Le 12 février 2008, l'entrée du groupe dans le Country Music Hall of Fame a été officiellement annoncée.

## Discographie
- Flowers on the Wall, 1966, Columbia
- The Statler Brothers Sing the Big Hits, 1967 Columbia
- How Great Thou Art, 1969, Columbia
- Bed of Rose's, 1970, Mercury Records
- Pictures of Moments to Remember, 1971 Mercury
- Innerview, 1972, Mercury
- Country Music Then and Now, 1972, Mercury
- Country Symphonies in E Major, 1973, Mercury
- Carry Me Back, 1973, Mercury
- Thank You World, 1973, Mercury
- Sons of the Motherland, 1974, Mercury
- Alive at the Johnny Mack Brown High School, 1974, Mercury
- The Best of the Statler Brothers (Triple Platinum), 1975, Mercury
- The Holy Bible: Old Testament (Gold), 1975, Mercury
- The Holy Bible: New Testament (Gold), 1975
- Harold, Lew, Phil, and Don, 1976, Mercury
- The Country America Loves, 1977, Mercury
- Short Stories, 1977, Mercury
- Entertainers On and Off the Road, 1978 Mercury
- Christmas Card (Platinum album), 1978, Mercury
- The Originals (Gold), 1979, Mercury
- The Best of Statler Brothers Rides Again (Gold), 1979, Mercury
- Tenth Anniversary (Gold), 1980, Mercury
- Years Ago, 1981, Mercury
- The Legend Goes On, 1982, Mercury
- Today (Gold), 1983, Mercury
- Atlanta Blue (Gold), 1984, Mercury
- Pardners in Rhyme, 1985, Mercury
- Christmas Present, 1985, Mercury
- Four for the Show, 1986, Mercury
- Radio Gospel Favorites (Gold), 1986, Mercury
- Maple Street Memories, 1987, Mercury
- The Statler Brothers' Greatest Hits Volume III, 1988, Mercury
- Live and Sold Out, 1989, Mercury
- Music, Memories, and You, 1990, Mercury
- All American Country, 1991, Mercury
- Words and Music, 1992, Mercury
- Gospel Favorites (Gold), 1992, Mercury
- Home (Gold), 1993, Mercury
- A 30th Anniversary Celebration (box set compilation), 1994, Mercury
- The Statler Brothers Sing the Classics, 1995, Mercury
- Pulp Fiction, 1995 (Contributeurs)
- Showtime, 2001, Music Box
- Amen, 2003, Music Box
- Farewell Concert, 2003, Yell